# Pinguim-de-ridgen
Pinguim de Ridgen (Aptenodytes ridgeni) é uma espécie extinta de pinguim do Plioceno que habitava a Nova Zelândia. Media de 90 a 100 cm de altura, aproximadamente o mesmo do que os seus parentes vivos.